# フラットヘッド郡 (モンタナ州)
フラットヘッド郡（英: Flathead County）は、アメリカ合衆国モンタナ州の北西部に位置する郡である。カナダ＝アメリカ合衆国国境に接している。人口は10万4357人（2020年）。郡庁所在地はカリスペルであり、同郡で人口最大の都市である。

## 地理
アメリカ合衆国国勢調査局に拠れば、郡域全面積は5,256平方マイル (13,613.0 km2)であり、このうち陸地は5,098平方マイル (13,203.8 km2)、水域は158平方マイル (409.2 km2)で水域率は3.01%である。グレイシャー国立公園の西部が郡内に入っている。

### 隣接する郡
- カナダ、ブリティッシュコロンビア州、イースト・クートニー地域 - 北
- グレイシャー郡 - 北東
- ポンデラ郡 - 東
- ティトン郡 - 東
- ルイスアンドクラーク郡 - 南東
- パウエル郡 - 南東
- ミズーラ郡 - 南東
- レイク郡 - 南
- サンダーズ郡 - 南西
- リンカーン郡 - 西

### 国立保護地域
- パシフィックノースウェスト国立景観トレイル（部分）
- フラットヘッド国立の森（部分）
- グレイシャー国立公園（部分）
- クートニー国立の森（部分）
- ロロ国立の森（部分）
- ロストトレイル国立野生生物保護区

## 人口動態
以下は2000年国勢調査による人口統計データである。
| 基礎データ - 人口: 74,471人 - 世帯数: 29,588 世帯 - 家族数: 20,415 家族 - 人口密度: 6人/km2（15人/mi2） - 住居数: 34,773軒 - 住居密度: 3軒/km2（7軒/mi2） 人種別人口構成 - 白人: 96.26% - アフリカン・アメリカン: 0.15% - ネイティブ・アメリカン: 1.15% - アジア人: 0.46% - 太平洋諸島系: 0.06% - その他の人種: 0.41% - 混血: 1.50% - ヒスパニック・ラテン系: 1.42% 先祖による構成 - ドイツ系：21.7% - アイルランド系：11.3% - ノルウェー系：11.0% - イギリス系：10.3% - アメリカ人：9.1% 年齢別人口構成 - 18歳未満: 25.9% - 18-24歳: 7.4% - 25-44歳: 27.4% - 45-64歳: 26.4% - 65歳以上: 13.0% - 年齢の中央値: 39歳 - 性比（女性100人あたり男性の人口） - 総人口: 98.3 - 18歳以上: 96.1 | 世帯と家族（対世帯数） - 18歳未満の子供がいる: 32.5% - 結婚・同居している夫婦: 56.9% - 未婚・離婚・死別女性が世帯主: 8.3% - 非家族世帯: 31.0% - 単身世帯: 25.2% - 65歳以上の老人1人暮らし: 8.9% - 平均構成人数 - 世帯: 2.48人 - 家族: 2.97人 収入と家計 - 収入の中央値 - 世帯: 34,466米ドル - 家族: 40,702米ドル - 性別 - 男性: 31,908米ドル - 女性: 20,619米ドル - 人口1人あたり収入: 18,112米ドル - 貧困線以下 - 対人口: 13.0% - 対家族数: 9.4% - 18歳未満: 16.7% - 65歳以上: 8.6% |

## 都市と町

### 都市
- カリスペル - 郡庁所在地
- ホワイトフィッシュ
- コロンビアフォールズ

### 国勢調査指定地域
- ビッグフォーク
- コラム
- エバーグリーン
- ハングリーホース
- レイクサイド
- マーティンシティ
- ニアラダ
- サマーズ

### その他の町
- ポールブリッジ
- ウェストグレイシャー

## 著名な住人
- ディー・L・ブラウン - モンタナ州下院議員
- モーリー・ポビッチ - テレビのトークショー・パーソナリティ、番組「モーリー」で有名
- ジョー・ベレタ - スポケーンを本拠にするスケッチ・コメディ・デュオの一人、YouTubeで売れた
- ドロシー・M・ジョンソン - 西部の作家、縛り首の木、A Man Called Horse、リバティ・バランスを射った男の3作品が映画化された。子供のときに家族がホワイトフィッシュに移転し、そこで長年過ごした